# Colpi di fulmine (film)
Colpi di fulmine è un film del 2012 diretto da Neri Parenti.

## Trama
Il film è diviso in due episodi indipendenti, ambientati rispettivamente in un piccolo paese del Trentino e a Roma.

### Primo episodio
Il dottor Alberto Benni è uno psichiatra romano accusato ingiustamente di corruzione. Per evitare di finire dietro le sbarre, aiutato dal fratello avvocato Carlo, decide di nascondersi e si costruisce una nuova identità come prete: ruba il vestito a un sacerdote ricoverato nella sua clinica e sale su un treno per Trento. Arrivato a destinazione incontra don Dino, un sacerdote che si sta recando al paesino di Fiera di Primiero, dove deve assumere l'incarico di parroco. Don Dino, decisamente sordo, si offre di dargli un passaggio in auto, ma lungo la strada sterza per sbaglio a sinistra avendo compreso male un'indicazione: l'auto subisce un incidente ed esplode e don Dino finisce in ospedale, dove gli viene diagnosticata una frattura cranica e la perdita della memoria, con i sintomi di un'amnesia permanente. Alberto, ricordando che don Dino gli aveva raccontato di non avere nessun conoscente in zona, ne approfitta per prendere la sua identità, quindi si reca a Fiera di Primiero ed inizia a spacciarsi per il nuovo prete del paesino, facendosi subito benvolere dalla comunità per i suoi modi moderni e poco ortodossi; la sua popolarità arriva al punto tale da portarlo ad organizzare delle confessioni collettive, dividendo i fedeli in gruppi in base ai peccati commessi.

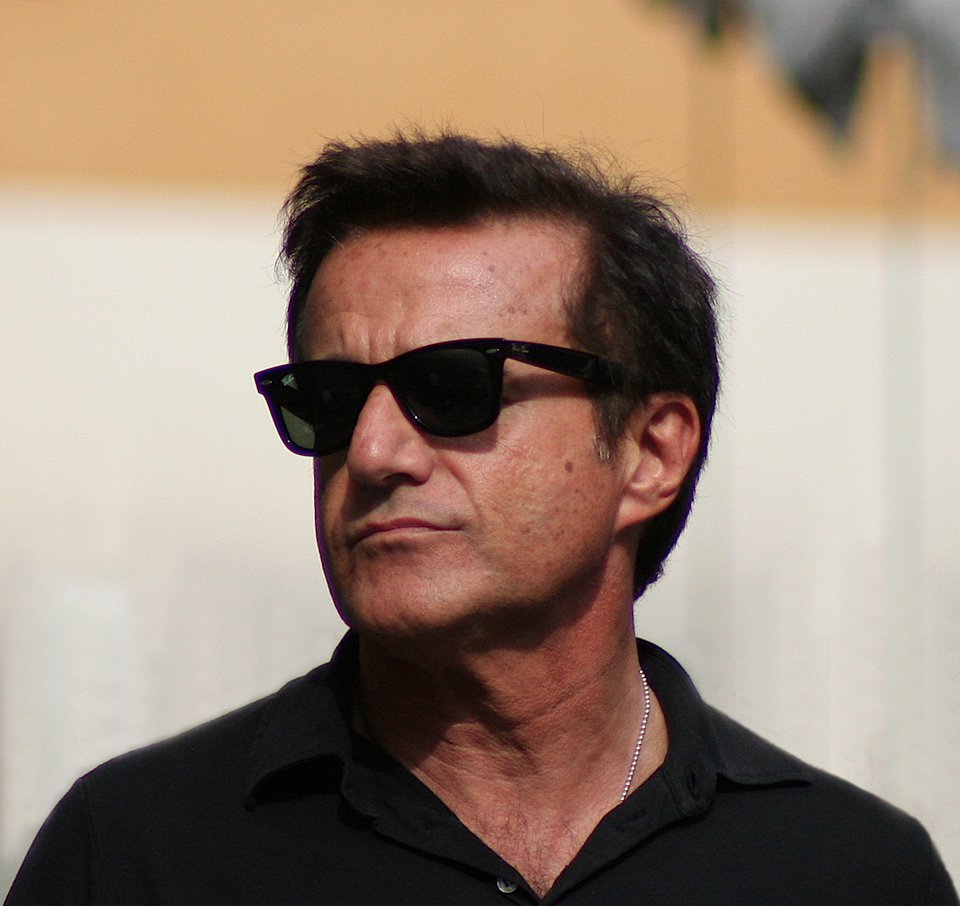
Christian De Sica, protagonista del primo episodio, è l'unico superstite della precedente era "cinepanettoniana" della Filmauro.

Nello svolgere le sue funzioni, il finto don Dino conosce la perpetua lucana Tina e il sacrestano muto Oscar; un giorno, durante una gita parrocchiale sul fiume, Alberto non riesce a governare il gommone, quindi cade in acqua, sviene e viene trasportato dalla corrente fino all'argine, dove viene rianimato dall'affascinante maresciallo capo locale dell'Arma dei Carabinieri, Angela Cacace, che passava di lì mentre stava facendo un giro in bicicletta insieme alla sua migliore amica. Tra i due è amore a prima vista, tanto che nessuno dei due riesce più a dimenticare l'altro; ad Angela sembra di riconoscere la sua faccia in tutti gli uomini che vede, finché non si accorge che sarebbe un prete (ovviamente con grande disappunto) quando lo vede davvero, in abito talare. Angela si reca in parrocchia per annunciare la data del suo matrimonio con il sindaco del paese, Gianni Belotti, con grande disappunto di Alberto, il quale nel frattempo ha saputo di poter uscire dai guai nell'arco di dieci giorni e di poter quindi iniziare una storia con il maresciallo. Durante la confessione prematrimoniale, il sindaco rivela di avere un'amante da cinque anni, la signora Francesca, edicolante del paesino. Alberto coglie la palla al balzo e progetta di rivelare la storia clandestina all'amata Angela durante la benedizione della casa, ma il suo piano fallisce, poiché in quel momento il sindaco e la giornalaia si trovano a casa di lei.
Alberto, senza ormai più nessuna speranza di poter avere una storia con la sua amata, decide di concentrarsi a fondo nel suo finto lavoro; dal suo canto Angela, non volendo essere sposata dall'uomo di cui si è innamorata, chiede di celebrare il matrimonio al parroco di un paese vicino, il quale però si sente male, quindi il finto don Dino viene chiamato a sostituirlo. Prima della cerimonia Oscar inizia improvvisamente a parlare, dopo aver preso una scossa elettrica, e rivela di provare un amore impossibile per la perpetua Tina. Alberto, venuto intanto a sapere di essere stato scagionato, rivela a tutti i presenti di non essere un vero prete e bacia la sua amata Angela, sposandosi infine con lei (anche se lei inizialmente, in qualità di carabiniere, intendeva arrestarlo per furto di identità). Il matrimonio viene celebrato dal vero don Dino, che nel frattempo è quasi del tutto tornato in salute. Vanno a buon fine anche la storia tra il sindaco e l'amante e quella tra la perpetua Tina e il sacrestano Oscar, che lasciano i loro rispettivi impieghi; quest'ultimo viene poi eletto sindaco al posto di Gianni.

### Secondo episodio
Il diplomatico Ermete Maria Grilli si è da poco insediato come ambasciatore italiano presso la Santa Sede. Persona dai modi seriosi, rigidi, formali e altolocati, Ermete esige lo stesso comportamento da tutto il personale al suo servizio: per questo motivo assume come autista personale Ferdinando, dotato del suo stesso carattere. Un giorno Ermete  desidera acquistare del pesce, così Ferdinando lo porta in un mercato rionale, luogo completamente diverso da quelli solitamente frequentati dai due, che, a causa del loro modo di parlare, vengono addirittura creduti stranieri dai venditori. A un certo punto Ferdinando provoca un disastro inciampando e facendo cadere il banco di Adele Ventresca, pescivendola "coatta", della quale Ermete s'innamora a prima vista, al punto che quasi non si accorge che Ferdinando, in risposta alle offese della donna, dopo un primo momento di compostezza, ha iniziato a imprecare in modo altrettanto volgare e con lo stesso linguaggio.

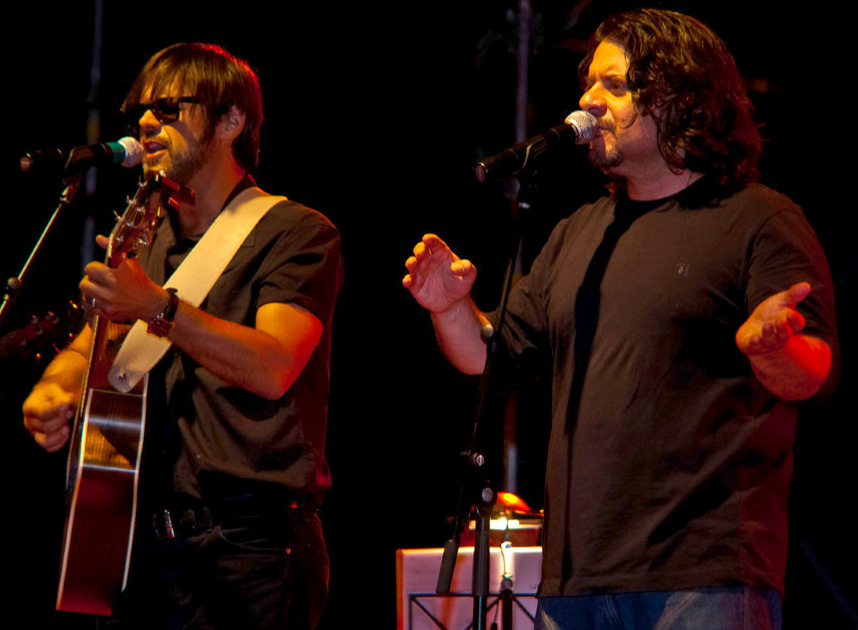
Lillo & Greg, protagonisti del secondo episodio, hanno anche promosso la pellicola con alcune operazioni virali; Greg ne ha inoltre curato la colonna sonora insieme ad Attilio Di Giovanni.

Scoperta la verità, Ferdinando confessa di chiamarsi in realtà Nando e di essere anch'egli un borgataro. Appresa la cosa, Ermete gli promette di non licenziarlo a condizione di insegnargli a comportarsi da perfetto "romanaccio" per fare colpo su Adele. Dopo alcune difficoltà iniziali, l'ambasciatore impara ad assumere linguaggio e comportamenti analoghi a quelli di Adele e dei suoi amici e, facendosi chiamare Nando Totti, riesce ad incontrarla e a corteggiarla con successo. Quando poi Adele, decisa a concedersi a lui, pretende di andare a casa sua, non potendo ovviamente portarla in ambasciata, Ermete chiede a Nando di prestargli la sua casa, e l'autista acconsente, nascondendosi con i familiari: tra non pochi equivoci e difficoltà, l'ambasciatore riesce a consumare l'agognato amplesso con la donna, evento che lo fa diventare molto più sorridente e disponibile con tutti. 
Ermete e Adele cominciano così una vera storia, resa faticosa dal fatto che l'uomo deve nascondere alla donna il suo lavoro di ambasciatore. Un giorno Adele e i suoi colleghi del mercato si presentano in ambasciata per parlare proprio con lui, poiché la Santa Sede sta mettendo a rischio le attività del mercato, volendo chiuderlo per realizzare al suo posto un ostello per monache. Ermete avrebbe intenzione di riceverli, tuttavia nota che tra di loro c'è anche Adele, quindi per non farsi scoprire li fa cacciare via, attirandosi il loro odio.
Poco dopo, durante una manifestazione dei venditori davanti all'ambasciata, Ermete, nelle vesti di coatto, per non far scoprire la sua vera identità, si trova addirittura a protestare contro il suo stesso nome. Volendo difendersi agli occhi di Adele e degli altri venditori, si attiva perché la loro attività non venga chiusa: dopo aver scoperto, durante un colloquio, che il pontefice possiede segretamente quattro gatti nonostante in Vaticano sia proibito tenere animali, gli chiede, in cambio del suo silenzio a tale riguardo, di consentire la prosecuzione delle attività del mercato. 
Il lavoro di Adele e degli altri venditori è così salvo, pertanto essi iniziano ad acclamare Ermete come un eroe; tuttavia poco dopo, vedendo una foto dell'ambasciatore, scoprono la sua vera identità, con grande disappunto di Adele, che non si fida più di lui e decide di lasciarlo. Per farsi perdonare, Ermete raduna un gruppo di conoscenti e le fa una serenata cantando la canzone Roma nun fa' la stupida stasera sotto la sua finestra (i venditori gli avevano detto che quello era l'unico punto debole di Adele), e lei, implorandolo di non mentirle più, lo perdona: Ermete le chiede allora di sposarlo e lei accetta. Sei mesi dopo i due si sposano in Svizzera, con Adele che viene a sua volta istruita da Nando a essere la perfetta sposa di un ambasciatore.

## Produzione
La pellicola segna una netta svolta nel tradizionale appuntamento natalizio della Filmauro. Dopo quasi trent'anni, nell'estate 2012 venne infatti annunciato l'abbandono della formula del cinepanettone in favore di una classica commedia romantica a episodi, non caratterizzata da una trama ambientata durante le festività invernali.
Colpi di fulmine rinuncia alla trivialità greve e gratuita, mettendo invece in scena una commedia dai toni leggeri e divertenti, e dalle trame verosimili e immediate. Per far ciò, il regista Neri Parenti sfrutta l'impianto del "doppio capitolo" filmico, proponendo due storie differenti e nettamente separate, accomunate tra loro soltanto dal tema del "colpo di fulmine" e dell'amore improvviso.

### Cast
Degli storici protagonisti dell'epoca dei cinepanettoni rimane il solo Christian De Sica, che nei panni di uno scanzonato falso prete propone una comicità immediata e non volgare, rimandando con il suo personaggio alla Whoopi Goldberg di Sister Act. Nel suo episodio, De Sica è affiancato da Luisa Ranieri e da due new entry cinematografiche, ovvero la cantante Arisa, nel ruolo di una perpetua dal marcato accento lucano, e il cabarettista e mimo Simone Barbato che, nelle vesti di un sacrestano muto, si limita a riproporre la cifra comica mostrata sul palco di Zelig.
Lillo & Greg e Anna Foglietta, all'esordio in un film di questo genere, sono invece i protagonisti del secondo episodio, dove mettono in scena una sorta di commedia degli equivoci alla My Fair Lady tinta di romanesco, con alcuni rimandi ai tipici personaggi macchiettistici di Carlo Verdone.

### Location

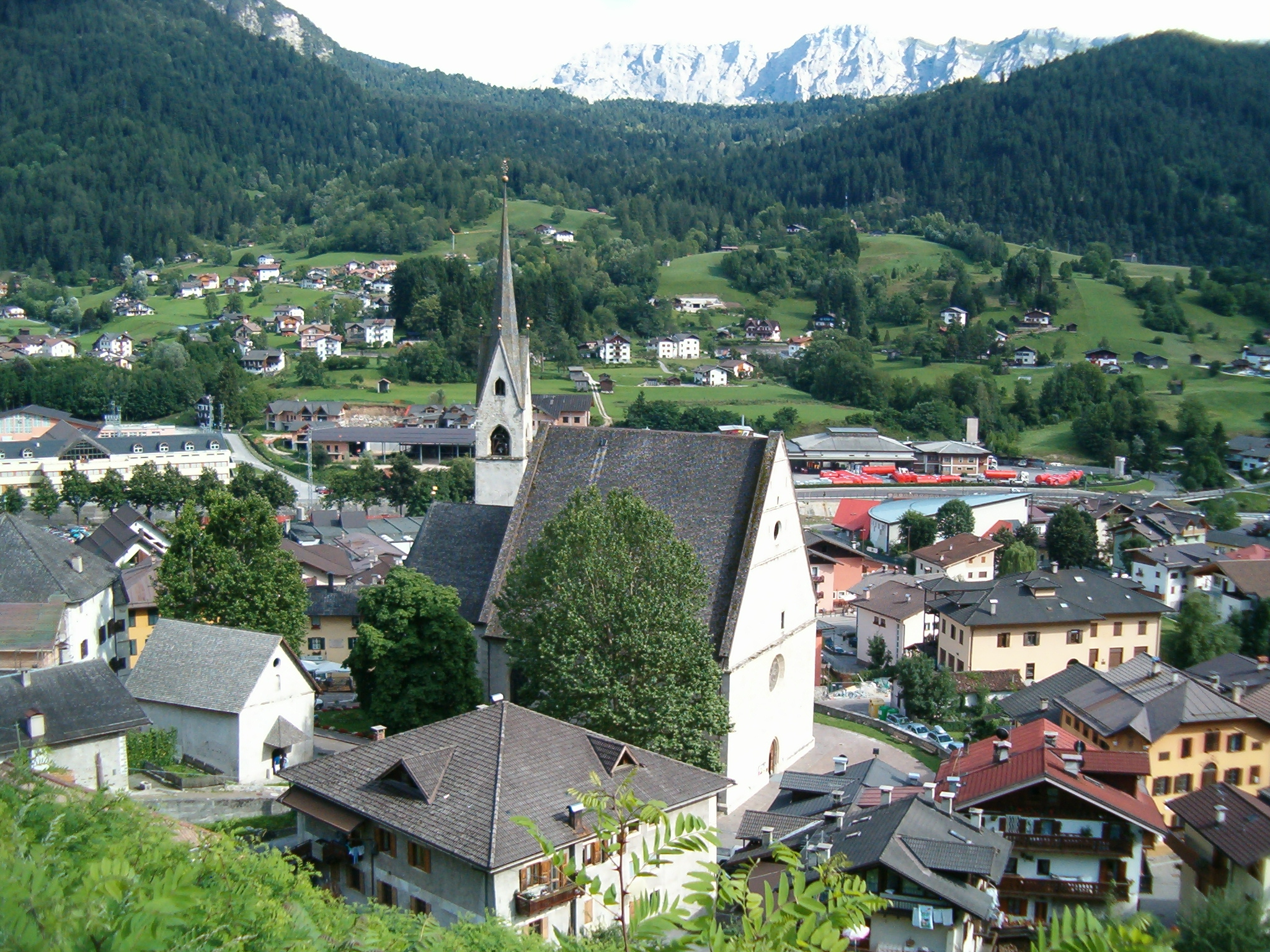
Una veduta di Fiera di Primiero, teatro delle vicende del primo episodio.

Il film è stato girato per la maggior parte tra i primi di settembre e la metà di novembre 2012 tra le due location principali, ovvero Roma e Fiera di Primiero, in Trentino; quest'ultima ambientazione è frutto del finanziamento dell'opera, per quasi 200 000 euro, da parte della Trentino Film Commission.

## Colonna sonora
La colonna sonora originale del film è stata composta dallo stesso Claudio "Greg" Gregori assieme ad Attilio Di Giovanni, che hanno curato anche gli arrangiamenti con la supervisione di Marco Tiso. La canzone I've Never Lived Before, utilizzata sui titoli di testa e di coda della pellicola, è cantata da Ilaria Della Bidia.

## Promozione
Nell'ambito della promozione del film, gli attori Lillo & Greg sono stati protagonisti in Internet di alcune operazioni pubblicitarie di marketing virale.
I due hanno dapprima interpretato quattro clip comiche, distribuite sotto il titolo di Te piasse un colpo di fulmine e rese disponibili sul canale YouTube di Filmauro nell'approssimarsi del lancio del film. In queste brevi clip, Lillo & Greg recitano rispettivamente nei panni di un insegnante di dialetto romanesco e di un allievo estremamente impostato: quest'ultimo, non riuscendo mai a imparare alcune tipiche espressioni dialettali della Capitale, ogni volta fa invariabilmente infuriare il suo maestro. Lo schema di queste brevi clip – pur non essendo legate direttamente alla trama del film – ricalca quello del secondo episodio interpretato dallo stesso duo comico.
Contemporaneamente, la coppia è stata inoltre protagonista, sulla pagina Facebook del film, della app Chiedilo a Lillo & Greg e del gioco online Lillo & Greg Memory.

## Incassi
Uscito nei cinema il 13 dicembre 2012, nel suo weekend d'esordio il film ha incassato 1 388 000€, raggiungendo al termine delle festività natalizie un incasso totale di circa 9 700 000€.

## Riconoscimenti
- 2013 – Nastro d'argento
  - Candidatura per la migliore attrice non protagonista ad Anna Foglietta[9]
- 2013 – Biglietto d'Oro
  - Film italiano più visto (ex aequo con Sole a catinelle e Il principe abusivo)[10]